# Нью-Оберн (город, Миннесота)
Нью-Оберн (англ. New Auburn) — город в округе Сибли, штат Миннесота, США. На площади 1,3 км² (1,3 км² — суша, водоёмов нет), согласно переписи 2002 года, проживают 488 человек. Плотность населения составляет 381,3 чел./км².
- Телефонный код города — 320
- Почтовый индекс — 55366
- FIPS-код города — 27-45376[1]
- GNIS-идентификатор — 0648503[2]